# Vale Molukse dwerghoningeter
De vale Molukse dwerghoningeter (Myzomela simplex) is een zangvogel uit de familie Meliphagidae (honingeters). De soort werd in 1861 door George Robert Gray als aparte soort beschreven aan de hand van een exemplaar verzameld door Alfred Russel Wallace. Later werd de vogel ook wel als ondersoort beschouwd van de bruine dwerghoningeter.

## Verspreiding en leefgebied
Deze soort is een bewoner van tropisch regenwoud op de noordelijke Molukken en telt twee ondersoorten:
- M. s. mortyana: Morotai.
- M. s. simplex: Halmahera en nabijgelegen eilanden.

## Status
De grootte van de populatie is niet gekwantificeerd maar de soort wordt omschreven als vrij algemeen. Op de Rode lijst van de IUCN heeft deze soort de status niet bedreigd.